# Russell van Horn
William Russell van Horn (Pennsilvània, 30 de juliol de 1885 - Wickenburg, Arizona, 11 de març de 1970) va ser un boxejador estatunidenc de primers del segle xx.
El 1904 va prendre part en els Jocs Olímpics de Saint Louis, on guanyà la medalla de plata en la prova de pes lleuger. Inicialment Van Horn quedà en tercera posició després de perdre en semifinals contra Harry Spanjer i guanyar en la lluita per la tercera posició a Peter Sturholdt, però el novembre de 1905 els jutges desqualificaren a Jack Egan, inicialment vencedor de la medalla de plata en el pes lleuger i de bronze en el pes wèlter, en descobrir-se que el seu nom real era Frank Joseph Floyd. Les normes de l'AAU deien que això era il·legal. Amb aquesta decisió Sturholdt passà a guanyar la medalla de plata.